# Шиштепе
Шиштепе (азерб. Şiştəpə) — село в Шамкирском районе Азербайджана.

## История
До 1924 года на окружающих высотах села, таких как Карабулаг и Новчалы, в долине Гозлу и территории родника Селимли проживали рода Сары Ахмедли, Садаракли, Пярзадлы, Мехерли, Мелекли, Нясифли, Зиядлы, Шешарли, Халилли, Машадылар, Намазалы, Джомардлы, Арыхлы, Баглар, Лолашлы. После оккупации Азербайджана большевиками, они вынуждены были поселиться вокруг холма Шиштепе. До этого село, расположенное на высотах называли Юхары Айыплы. 19 ноября 1906 года во время армяно-татарской резни юхары айыплинцы вместе с жителями сёл Дуярли и Томахлы напали на село Бадакенд, разгромили и угнали весь скот. В 1913 году село являлось одним из сельских правлений Елизаветпольского уезда и было в составе Юхары Айыплинского общества и 4 полицейского участка. 

## Население
В камеральном описании Шамшадильской провинции от 2 марта 1804 года в селе Юхары Аиплы было 60 дымов, а в статическом описании 1828 года село состояло из 98 дворов с 646 жителями (348 мужчин и 298 женщин). В Кавказском календаре на 1854 год в селе Юхари-айплы (یوخاری ایوبلو) проживали татары-сунниты (азербайджанцы) с родным языком татарским (азербайджанским). В описании 1860 года, село состояло из 225 дворов с 2149 жителями (1144 мужчин и 1005 женщин). По данным Азербайджанской сельскохозяйственной переписи 1921 года в селе Шиштапа (название согласно источнику) имелось 314 хозяйств, численность жителей составляло 1584 человек. Население преимущественно состояло из тюрков-азербайджанцев (азербайджанцев). По материалам издания «Административное деление АССР», подготовленного в 1933 году Управлением народно-хозяйственного учёта Азербайджанской ССР (АзНХУ), по состоянию на 1 января 1933 года в Шиштапа являвшемся центром Шиштапинского сельсовета Шамхорского района Азербайджанской ССР насчитывалось 1940 жителей, (1006 мужчин и 934 женщин, 374 хозяйств). Национальный состав Шиштапинского сельсовета (включавшего также селения Эйгенфельд и Ирмашлы) на 91,7% состоял из тюрков (азербайджанцев). В 1986 году в селе проживало 3649 азербайджанцев. 

## Известные уроженцы
- Карабек Исмаил оглы Карабеков — тюрколог, врач, журналист, общественный деятель, политический деятель Азербайджанской Демократической Республики[2].